# 劇場版 とっとこハム太郎 はむはむぱらだいちゅ! ハム太郎とふしぎのオニの絵本塔
『劇場版 とっとこハム太郎 はむはむぱらだいちゅ! ハム太郎とふしぎのオニの絵本塔』（げきじょうばん とっとこハムたろう はむはむぱらだいちゅ! ハムたろうとふしぎのオニのえほんとう）は、2004年（平成16年）12月23日に公開されたテレビアニメ『とっとこハム太郎』の劇場版第4作である。併映は『犬夜叉 紅蓮の蓬莱島』。

## 概要
劇場版第4作にして、事実上の最終作。
テレビシリーズが第2期「はむはむぱらだいちゅ!」移行した後の作品であり、テレビシリーズからはラピスちゃんとラズリーちゃんが初登場。
過去3作品は『ゴジラシリーズ』との併映だったが、2004年はシリーズの休止が決定した事に伴い『ゴジラ FINAL WARS』が単独上映となったため、2001年から2003年まで単独上映だった『犬夜叉』との併映となった。
本作でもハロー!プロジェクトのアーティストとタイアップを行っているが、過去作に登場したミニハムず演じるミニモニ。が2004年春に無期限活動停止したため、本作では松浦亜弥演じるあややム、およびエコモニ。演じるエコハムずが物語のキーキャラクターとして登場する。

## あらすじ
ある日、ハム太郎は『ひまわり太郎』のお芝居をやろうと、ジュエリーハウスに向かう。しかし、突然ラピスラズリーの魔法の鍋が暴走し、ハムちゃんずは吸い込まれてしまう。そこには絵本作家のハム・あややムが管理する絵本塔だった。あややムは『ひまわり太郎』をベースにした『新・ひまわり太郎物語』の執筆中であったが、良いアイディアが思い浮かばず、筆が進まないまま締め切り時間が迫っている状況にあった。その状況を打破するために「『ひまわり太郎』のお芝居がしたい」と言ったハムちゃんずを強引に絵本の世界に放り込んで執筆を始める。しかし、物語は思わぬ方向に動いていき、あややムは苛立ちを募らせるようになる。更には「友達」を謳歌するハム太郎達に怒りをぶつけるが、それは彼女の哀しい過去が関係していた。どうにかして鬼ハムヶ島にたどり着いたハム太郎演じるひまわり太郎一行だったが、そこに現れたオニハム達の中には、リボンちゃん達女の子ハムも混じっていた。彼女達から「オニが悪いと誰が決めた?」と言われ、ハム太郎達はオニハム達と仲良くなってしまい、あややムは不満を爆発させ、禁忌の手段としてオニハムキングを生み出して物語を収束させようとする。しかし、オニハムキングは暴走し、創造主であるあややムとエコハムずを飲み込んでしまう。あややムの「助けて!」の叫びを聞いたハム太郎は、彼女から魔法のインクを受け取り、オニハムキングの背中に「めでたしめでたし」と書くことで絵本の世界を完結させる。物語を描き終えてもなお「友達なんていらない」と主張するあややムだったが、ハム太郎から「せっかく友達になれそうだったのに…」と惜しまれ、改心の兆しを見せながらハムちゃんずと別れた。後日、ロコちゃんの家にあややムから完成した絵本がハム太郎宛てに贈られたのだった。

## 登場キャラクター

### ハムちゃんず
ハム太郎
声 - 間宮くるみ
本作の主人公。『新・ひまわり物語』では主役のひまわり太郎役を演じる。
こうしくん
声 - 愛河里花子
タイショーくん
声 - 伊藤健太郎
猿の役。
リボンちゃん
声 - 村井かずさ
『新・ひまわり太郎物語』のお芝居では暫く登場しなかったが、後に他の女の子ハムと共にオニハムに扮していた事が明らかになる。
マフラーちゃん
声 - 佐久間レイ
ちび丸ちゃん
声 - 的井香織
まいどくん
声 - 杉本ゆう
犬の役。
めがねくん
声 - 鈴木千尋
雉の役。
のっぽくん
声 - 本田貴子
トラハムちゃん
声 - 池澤春菜
トラハムくん
声 - 宮田幸季
かぶるくん
声 - 内川藍維
パンダくん
声 - 斉藤祐子
ねてるくん
声 - 杉本ゆう
トンガリくん
声 - 浅川悠
トン吉と共にワンシーンのみの登場。ハムちゃんずには同行していなかったが、なぜか絵本の世界に入り込んでいた。
ラピスちゃん
声 - 千葉紗子
ラズリーちゃん
声 - 大前茜

### 人間・その他
ロコちゃん
声 - 池澤春菜
本作では『ひまわり太郎』の演劇で犬の役を演じるとハム太郎に話しており、冒頭では演劇の衣装で登場した。
どんちゃん
声 - 愛河里花子
春名家の飼い犬。
トン吉
声 - くじら

### その他のキャラクター
DJハム
声 - バナナ・アイス
本作では鬼ヶ島の道筋を案内する役割で登場。
板前ハム&すっしーず
声 - 小杉十郎太、下山吉光、加藤木賢志
「むかしばなし支店」の店員として登場。あややムがお供に与えるひまわり団子のシーンを描き忘れハム太郎が困っている際に現れ、ひまわり団子の代わりに寿司を握った。

### 本作のオリジナルキャラクター
あややム
声 - 松浦亜弥
本作のキーパーソン。異空間にある絵本塔に住んでいる絵本作家。魔法の羽ペンに乗って空を飛び、魔法のインクでハム太郎たちの冒険物語世界を描く。歌やスポーツも得意であるなど、様々な能力に長ける。学生時代の同級生に裏切られたことから人間不信ならぬハムスター不信になり、それ以来絵本塔に引きこもり絵本を描き続けている。そのため、「友達」という言葉を嫌悪する。
筋書き通りに動かない上に「友達」を掲げるハム太郎達に業を煮やし、最後の手段としてオニハムキングを生み出してハム太郎と戦わせようと試みるも逆に襲われてしまうが、ハム太郎に助けられ、最後には改心の兆しを見せた。
エコハムず
声 - 石川梨華（リカハム）、道重さゆみ（しげハム）
あややムにアシスタントとして仕える妖精。あややムの境遇に同情した絵本の神様から授けられた。エコに厳しく、紙やインクの無駄遣いを許さない。
オニハムキング
声 - 玄田哲章
青色の体をした巨大な鬼で、本作の最終的な敵役。他のオニハムと違い、ハムスターの要素を持たず、正に本物の鬼とも言うべき姿をしている。咆哮のみでほとんど喋らない。狂暴な性格で、生みの親であるあややムの言うことも聞かない。
「ひまわり太郎」の役であるハム太郎が、オニハムと戦うどころか友達になってしまったことに業を煮やしたあややムが、エコハムずの制止を聞かずに魔法の羽ペンで生み出し、ハム太郎達と戦わせようとするも、あまりの巨体にハム太郎は戦うどころか手が出せずに逃げ回るしかなく、そのままハム太郎達を追わずに今度はあややムとエコハムを飲み込むとそのままどこかへ行こうとしたが、あややムの助けを呼ぶ声を聞いたハム太郎と激しい戦いの末、あややムから魔法のインクを受け取ったハム太郎に背中に「めでたしめでたし」と書かれたことで静止し、絵本の世界と共に封印された。
女学生A・B
声 - 倖月美和、恒松あゆみ
あややムの女学院時代の同級生。あややムからは友達と思われていたが、実際には才能をひけらかす彼女を鬱陶しく思っており、彼女の陰口を叩いた所を聞かれたことであややムの友達嫌いの原因を作った。

## 用語
絵本塔
あややムの住む塔状の建物。様々な絵本が収納されている。
元はあややムが通っていた女学院の図書館であった。

## 主題歌
オープニングテーマ「ハム太郎とっとこうた」
作詞 - 河井リツ子 / 作曲 - 河井リツ子 / 編曲 - 岩﨑元是 / 歌 - ハムちゃんず
伴奏・編曲は前作に準拠するが、和風のアレンジが施されている。サウンドトラックでは「ハム太郎とっとこうた 〜和風バージョン」のタイトルで収録。
エンディングテーマ「天才!LET'S GO あややム」
作詞 - つんく / 作曲 - つんく / 編曲 - 田中直 / 歌 - 松浦亜弥&エコモニ。（あややムwithエコハムず）
過去作では劇中で2回挿入歌として披露されたが、本作では中盤でカラオケ休憩として劇中では1回のみの披露。エンディング映像も過去作とは異なり本編のダイジェスト（イラストによる静止画）となり、エンドクレジットも「おわり」から「おしまい」に変更されている。
フルサイズは約2分30秒だが、エンディングではCD音源より延長して使用されている。

## 映像ソフト
- 劇場版 とっとこハム太郎 はむはむぱらだいちゅ!『ハム太郎とふしぎのオニの絵本塔』（2005年7月20日）規格番号 VHS：COVC-6835、DVD：COBC-4443